# Hermine Lanctôt
Hermine Lanctôt, née le 5 août 1861 à La Prairie et morte le 9 avril 1943 à Montréal, est une autrice, journaliste et institutrice québécoise.

## Biographie
Hermine Lanctôt naît le 5 août 1861,, à La Prairie de Philomène Ménard et Théophile Lanctôt. Elle fait ses études au couvent des Dames de la congrégation puis à l'Académie, dirigée par Madame Marchand.
Elle écrit, à partir de 1884 plus d'une centaine de textes dans plusieurs revues montréalaises, comme le Monde illustré et le Recueil littéraire, sous divers pseudonymes (Hermance, Ninette, Angéline).
Elle enseigne à partir de 1877, d'abord comme institutrice, puis en créant en 1909 le lycée de jeunes filles Les Hirondelles, aussi connu sous le nom d'Institut Lanctôt, situé au 204 boulevard Saint-Joseph ouest, à Montréal, où étudient par exemple la pianiste Germaine Malépart et la comédienne Suzanne Paquette-Goyette. Une ancienne élève, Françoise Saint-Germain, lui succède dans les années 1930 à la direction du lycée.
Elle publie en 1899 un recueil, Fleurs enfantines, et en 1913 le texte d'une conférence sur Lætitia Bonaparte. Faisant partie des premières écrivaines du Canada français, elle est par exemple citée en 1922 dans un article sur la littérature féminine du Canada et fait l'objet de chapitres dans des recueils de biographies d'autrices ou de femmes célèbres du Québec.
Elle meurt à Montréal le 9 avril 1943 à 81 ans,,.

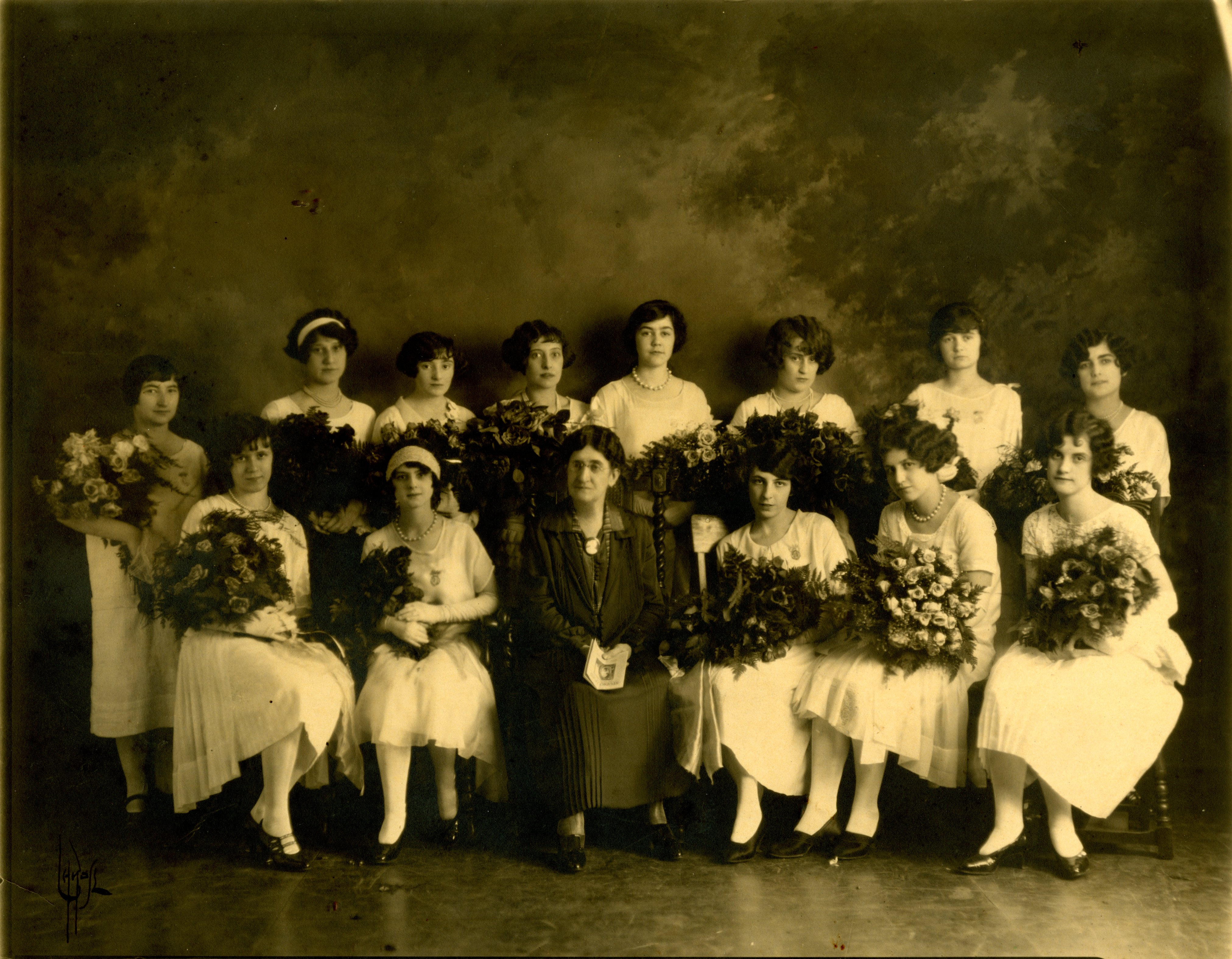
Photographie d'élèves du lycée Les Hirondelles (année de graduation 1924-1925) avec leur professeure Herminie Lanctôt, conservée par la BAnQ Vieux-Montréal

## Œuvres
- Hermine Lanctôt, Fleurs enfantines, ouvrage illustré contenant les portraits de soixante-dix-sept de nos enfants canadiens et des pages spécialement écrites par de nos meilleures plumes canadiennes, Montréal, Compagnie d'imprimerie Guertin, 1899 (lire en ligne)
- Hermine Lanctôt, Madame Lætitia Bonaparte : conférence donnée aux Dames bienfaitrices de l'Institution des sourdes-muettes, Montréal, Librairie Beauchemin Limitée, 1919 (lire en ligne)